# Neafrapus
Neafrapus är ett släkte med fåglar i familjen seglare med två arter som båda förekommer i Afrika söder om Sahara:
- Stumpseglare (N. cassini)
- Fladdermusseglare (N. boehmi)